# Пащенко, Татьяна Павловна
Татьяна Павловна Пащенко (23 декабря 1926, город Яготин Прилуцкого округа, теперь Киевской области — 5 марта 2007, город Яготин Киевской области) — украинский советский деятель, новатор сельскохозяйственного производства, бригадир птицеводческой бригады Яготинской птицефабрики Киевской области. Депутат Верховного Совета УССР 6-8-го созывов. Герой Социалистического Труда (22.03.1966).

## Биография
Родилась 23 декабря 1926 года в городе Яготин Пирятинского района Прилукского округа Украинской ССР (ныне Яготинского района Киевской области, Украина). В 1941 году окончила 7 классов средней школы города Яготин (ныне – Яготинский учебно-воспитательный комплекс «специализированная школа – общеобразовательная школа I–III ступеней №3»). Трудовую деятельность начала в 1941 году.
С 9 июня 1956 года до 1960-х годов работала птичницей, с 1960-х годов – бригадиром птицеводческой бригады на Яготинской птицефабрике Яготинского района Киевской области Украинской ССР.
Член КПСС с 1952 года.
В 1962 году Комитет совета Выставки передового опыта в народном хозяйстве Украинской ССР наградил птичницу Яготинской птицефабрики Т.П.Пащенко Грамотой с первой Премией за получение от 30 тысяч уток по 108 яиц на несушку за год. В 1963 и 1964 году постановлением Комитета совета Выставки достижений народного хозяйства СССР она награждена Золотой медалью «За успехи в народном хозяйстве СССР». В 1965 году ей присвоено почётное звание «Мастер – золотые руки».
Указом Президиума Верховного Совета СССР от 22 марта 1966 года за достигнутые успехи в развитии животноводства, увеличении производства и заготовок мяса, молока, яиц, шерсти и другой продукции Пащенко Татьяне Павловне присвоено звание Героя Социалистического Труда с вручением ордена Ленина и золотой медали «Серп и Молот».
Работала бригадиром, начальником цеха по уходу за маточным поголовьем государственного племптицезавода «Яготинский» Яготинского района Киевской области.
Потом — на пенсии в городе Яготине Киевской области.
Жила в городе Яготин Киевской области (Украина). Умерла 5 марта 2007 года. Похоронена в Яготине.

## Награды
- Герой Социалистического Труда (22.03.1966)
- два ордена Ленина (22.03.1966, 8.04.1971)
- ордена
- две золотые медали ВДНХ СССР (1963, 1964)
- медали
- почетный гражданин города Яготин (14.09.1995)